# Amtsgericht Fürstenberg (Oder)
Das Amtsgericht Fürstenberg war ein preußisches Amtsgericht mit Sitz in Fürstenberg (Oder), Provinz Brandenburg.

## Geschichte
Seit 1849 bestanden in Preußen Kreisgerichte. Das Kreisgericht Guben verfügte über eine Außenstelle (Gerichtskommission) in Fürstenberg und war dem Appellationsgericht Frankfurt a. d. Oder nachgeordnet. Im Rahmen der Reichsjustizgesetze wurden diese Gerichte 1879 aufgehoben. Das königlich preußische Amtsgericht Fürstenberg wurde mit Wirkung zum 1. Oktober 1879 als eines von zehn Amtsgerichten im Bezirk des Landgerichtes Guben im Bezirk des Kammergerichtes gebildet. Der Sitz des Gerichtes war die Stadt Fürstenberg. Sein Gerichtsbezirk umfasste aus dem Landkreis Guben der Stadtbezirk Fürstenberg und die Amtsbezirke Diehlo, Ossendorf, Siehdichum und Ziltendorf. Am Gericht bestanden 1880 zwei Richterstellen. Das Amtsgericht war damit ein mittelgroßes Amtsgericht im Landgerichtsbezirk. Gerichtstage wurden in Ziebingen abgehalten.
Im Jahre 1945 wurden die östlich der Oder-Neiße-Grenze gelegenen Teile des Amtsgerichtsbezirkes unter polnische Verwaltung gestellt. Da das Landgericht Guben aufgelöst wurde, kam das Amtsgericht Fürstenberg zum Landgericht Cottbus. In der DDR wurden 1952 die Amtsgerichte und damit auch das Amtsgericht Fürstenberg aufgehoben und Kreisgerichte, darunter das Kreisgericht Fürstenberg für den Kreis Fürstenberg, gebildet. Dieser wurde 1961 in Kreis Eisenhüttenstadt-Land umbenannt. Damit wurde auch das Kreisgericht nach Eisenhüttenstadt verlegt. Nach der Wiedervereinigung wurde 1993 die Gerichtsorganisation in Amtsgerichte wieder hergestellt. Damit wurde 1993 aus dem Kreisgericht Eisenhüttenstadt das Amtsgericht Eisenhüttenstadt.